# Jättestarr
Jättestarr (Carex riparia) är en flerårig gräslik växt inom släktet starrar och familjen halvgräs. 

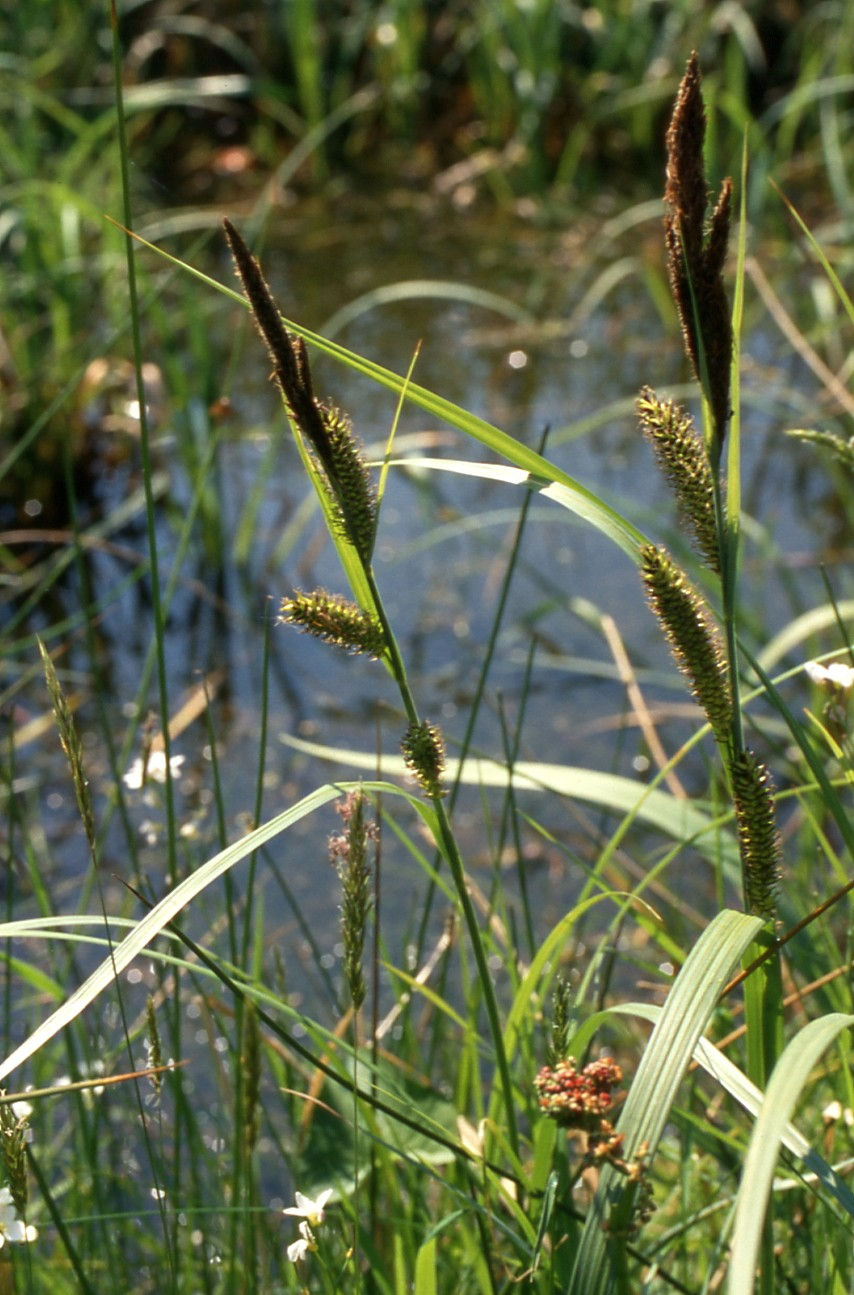
Jättestarr

Jättestarr är lik brunstarr fast är grövre och växer i bestånd med långa utlöpare. Den har mörkröda till purpurröda basala slidor som är otydligt upprispade i ett nätmönster. De grågröna bladen blir 7 till 20 mm breda och har en gråvit undersida. Jättestarr har två till fem hanax och två till fem honax. axen blir tre till tio cm långa, åtta till tolv mm tjocka och de nedre är långskaftade. Stödbladen är längre än axsamlingen. De mörkbruna axfjällen blir sju till tio mm och har en ljus mittnerv och avslutas med en lång, smal och sträv spets. De glansigt gråbruna fruktgömmena blir fem till åtta mm, ej papillösa men med tunna nerver och en mm lång, kluven näbb. Jättestarr är en mycket storväxt och bredbladig starr och den blir från 50 till 150 cm hög och blommar från juni till juli. Bildar hybrider med flaskstarr och blåsstarr i sällsynta fall.

## Utbredning
Jättestarr är ganska sällsynt i Norden men kan påträffas på blöt till fuktig, näringsrik, lerig mark, såsom sjöstränder, åkanter, dammar, diken och allkärr. Dess utbredning i Norden sträcker sig till södra Finland, Åland, södra och sydvästra Sverige inklusive Öland och Gotland samt stora delar av Danmark.
- Referens: Den nya nordiska floran ISBN 91-46-17584-9